# Gyrinus
Gyrinus ist eine Gattung aus der Familie der Taumelkäfer (Gyrinidae). Sie kommt in Europa mit 14 Arten vor, sieben davon auch in Mitteleuropa.

## Merkmale
Die Käfer haben eine unbehaarte und schwarz gefärbte Oberfläche, mit oder ohne Metallglanz. Die Deckflügel haben 11 Punktstreifen, von denen gelegentlich die inneren mehr oder weniger schwach ausgebildet sind. Sie sind am Seitenrand nicht gelb gefärbt. Der Halsschild besitzt vor der Mitte eine Querfurche sowie einige Quereindrücke auf der Scheibe. 

## Arten (Europa)
- Gyrinus minutus Fabricius, 1798
- Gyrinus aeratus Stephens, 1835
- Gyrinus caspius Ménétriés, 1832
- Gyrinus colymbus Erichson, 1837
- Gyrinus dejeani Brullé, 1832
- Gyrinus distinctus Aubé, 1836
- Gyrinus marinus Gyllenhal, 1808
- Gyrinus natator (Linnaeus, 1758)
- Gyrinus opacus Sahlberg, 1819
- Gyrinus paykulli Ochs, 1927
- Gyrinus pullatus Zaitsev, 1908
- Gyrinus substriatus Stephens, 1829
- Gyrinus suffriani Scriba, 1855
- Gyrinus urinator Illiger, 1807